# José Rui Teixeira
José Rui Teixeira (Porto, 1974), é um teólogo, poeta e professor português.

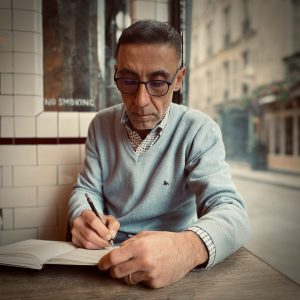
José Rui Teixeira (1974), poeta português, em Paris

Licenciou-se em Teologia pela Universidade Católica Portuguesa (Porto), tendo defendido a tese "Teixeira de Pascoaes: Saudosismo e Escatologia", especializou-se em Filosofia com um mestrado, apresentando a dissertação "A guerra justa em Álvaro Pais. Contributo para a reflexão sobre a guerra justa no contexto da ética teológica cristã"  e concluiu o doutoramento em Literatura pela Faculdade de Letras da Universidade do Porto, através da divulgação do profundo estudo biobibliográfico sobre o poeta Guilherme de Faria: "Os versos de luz por escrever. Vida e obra de Guilherme de Faria". Posteriormente, propôs e concluiu um par de projetos pós-doutorais: na Faculdade de Filosofia e Ciências Sociais da Universidade Católica Portuguesa (Braga): "Acerca do desterro. Hermenêutica literária e arqueologia cultural"; e na Facultad de Filología da Universidad de Salamanca: "José Antonio Ramos Sucre: o poeta insone".
Atualmente, ocupa o cargo de diretor e presidente do Conselho Científico da Cátedra Poesia e Transcendência [Sophia de Mello Breyner Andresen], na Universidade Católica Portuguesa (Porto), onde também coordena o projeto TEOTOPIAS, o qual, desde 2019, promoveu colóquios sobre obras de autores que se constituem como lugares de encontro entre a literatura e a teologia (Sophia de Mello Breyner, Daniel Faria, Eduardo Lourenço). É membro e colaborador de diversas instâncias de investigação científica nas suas áreas de formação: Conselho Científico do Instituto de Pensamiento Iberoamericano (Universidad Pontificia de Salamanca), Centro de Investigação em Teologia e Estudos de Religião (Universidade Católica Portuguesa) e Centre de Recherches Interdisciplinaires sur les Mondes Ibériques Contemporains [Études Lusophones] (Université Paris-Sorbonne). Integra, ainda, diversas associações académicas e científicas, como a Asociación Latinoamericana de Literatura y Teología, a European Society for Catholic Theology, a Associação Portuguesa de Antropologia e a Associação Portuguesa dos Críticos Literários. Na qualidade de diretor da Cátedra de Sophia, participa da JANGADA, uma rede internacional que reúne cátedras e centros de investigação galegos e lusófonos.
Além das suas atividades académicas, José Rui Teixeira exerce o cargo de diretor pedagógico do Colégio Luso-Francês, no Porto, e lidera o projeto editorial Officium Lectionis, responsável pela publicação de mais de 200 livros, da poesia ao ensaio. Foi também encarregado de redigir a biografia da carmelita Maria Lúcia de Jesus e do Coração Imaculado (uma das videntes de Fátima), no contexto do seu processo de beatificação e canonização.
Como poeta, publicou 16 obras. Entre elas, destacam-se “Para morrer” (2004), “O fogo e outros utensílios da luz” (2005) e “Oráculo” (2006), lançadas pelas Quasi Edições. Em 2019, reuniu a sua produção poética em “Autópsia” (Porto Editora). Mais recentemente, no âmbito do projeto Officium Lectionis, publicou os volumes “Como um ofício” (2021), “Habeas corpus” (2022) e “Hitoritabi” (2024).
José Rui Teixeira produziu oito obras académicas e mais de 70 textos, entre artigos científicos, capítulos de livros, ensaios e prefácios. Organizou dezenas de eventos académicos e culturais. Como editor, destacou-se por reunir as obras poéticas de António Nobre e Guilherme de Faria, além de coordenar atualmente a edição da poesia de Teixeira de Pascoaes.
Frequentemente, intervém e participa como comentador em documentários, programas informativos, reportagens e podcasts, sobretudo na RTP, abordando temas ligados à literatura, religião e educação.